# Амфитеатрова-Левицкая, Александра Николаевна
Александра Николаевна Амфитеатрова-Левицкая (урожд. Левицкая; по мужу Амфитеатрова; 2 [14] января 1858 — 24 апреля 1947, Москва) — артистка оперы (меццо-сопрано) и педагог, мемуарист.

## Биография
Родилась в семье майора 2 (14) января 1858 года.
В 1874—1880 годах обучалась пению в Московской консерватории (класс А. Д. Александровой-Кочетовой).
Выступала на оперных сценах в 1880—1883 и 1884—1885 гг. в Киеве, в 1883—1884 гг. в Харькове, в 1886—1887 гг. в Тифлисе.
Была первой исполнительницей партий Ольги («Евгений Онегин», в ученическом спектакле Московской консерватории) и Одарки («Ночь перед Рождеством»). Лучшие партии: Ваня («Жизнь за царя» М. Глинки), Ратмир («Руслан и Людмила»), Княгиня («Русалка» А. Даргомыжского), Изяслав, Зибель. Партнёрами её были: В. Зарудная, М. Медведев, Е. Ряднов, И. Тартаков. Искусство певицы высоко ценили П. Чайковский, М. Ипполитов-Иванов, Н. Кашкин, Н. Лысенко.
С 1885 года вела педагогическую деятельность. Вышла замуж за А. В. Амфитеатрова; 26 августа 1888 года у них родился сын Владимир (Амфитеатров-Кадашев), ставший известным писателем и журналистом, автором книг «Колоритные фигуры нашей дурацкой эпохи», «Записки 1917 года», «Белый Юг (Записи о Белом тыле)», «Записки контрреволюционера» и др.
С 1897 года преподавала в Музыкальном училище в Одессе, участвовала в организации «Народной аудитории». С 1901 года преподавала в Москве, где вместе с С. Г. Рубинштейн участвовала в создании «Народной консерватории», существовавшей в 1906―1916 гг.
После 1917 года преподавала пение и дикцию в ряде московских школ и студий; с 1923 года преподавала в Государственных экспериментальных театральных мастерских[уточнить].
В числе её учеников: Н. Артамонов, С. Зорич, драматический актёр А. Кторов.
Умерла в Москве 24 апреля 1947 года.

## Публикации
Как музыкальный критик писала статьи по вопросам оперного искусства для газет «Театральный курьер», «Русское слово», «Столичная молва». Некоторые её сочинения:
- Отрывки из воспоминаний // Русское слово. — 1914. — № 63;
- Отрывки из воспоминаний // Рабис. — 1929. — № 15;
- Первый спектакль «Евгения Онегина» // Чайковский и театр: Статьи и материалы / Под ред. А. И. Шавердяна. — М.; Л., 1940. — С. 140—175;
- Воспоминания // Воспоминания о Московской консерватории. — М., 1966. — С. 66—112;
- Чайковский-учитель // Воспоминания о П. И. Чайковском: Сб. статей / Сост. Е. Е. Бортникова, К. Ю. Давыдова, Г. А. Прибегина. — М., 1973. — С. 77—80;

## Источник
- Амфитеатрова-Левицкая, Александра Николаевна // Большая биографическая энциклопедия, 2009.